# クヌート・オングストローム

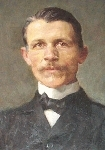
クヌート・オングストローム

クヌート・オングストローム（Knut Johan Ångström 、1857年1月12日 - 1910年3月4日）は、スウェーデンの物理学者である。アンデルス・オングストロームの息子である。

## 生涯
ウプサラ大学、シュトラスブルク大学などで学び、1885年に新しくできたストックホルム大学の物理学の講師になった。1891年にウプサラ大学に戻り、1896年、物理学の教授になった。
太陽からの熱放射と地球大気による吸収の研究を行った。1893年に日照計の発明を行った。赤外線領域のスペクトルの研究を行った。